# Brave: The Search for Spirit Dancer
Brave: The Search for Spirit Dancer est un jeu vidéo d'action-aventure développé par VIS Entertainment et édité par Sony Computer Entertainment, sorti en 2005 sur PlayStation 2.

## Accueil
- Jeuxvideo.com : 14/20[1]